# Escobar de Campos
Escobar de Campos es un municipio y villa española de la provincia de León, en la comunidad autónoma de Castilla y León. Cuenta con una población de 31 habitantes (INE 2024). Está situada a 70,3 km de León y a 56,2 km de Palencia. 

## Historia
En el Becerro de las Behetrías de Castilla, de mediados del siglo XIV, se dice que la localidad era solariega de Inés Remírez, hija de Diego Remírez. Pagaban al rey servicios y monedas, pero no martiniega, porque sus vecinos eran solariegos. No pechaban tampoco yantar ni martiniega. Pechaban a su señora, la susodicha Inés Remírez, 80 maravedíes por martiniega y cada casa cuatro dineros por humazga. Inés Remírez podía tratarse de la esposa de Nuño Fernández de Saldaña.
El Catastro de la Ensenada (1749-1759) recoge que el maestro de primeras letras de Escobar de Campos recibía 30 reales de vellón.
En 1789, Escobar de Campos era «Villa [de señorío] secular. Provincia de Valladolíd , Partido de Río Seco. Alcalde ordinario».
En 1826, el diccionario geográfico de Sebastián Miñano dice de la localidad: «Escobar de Campos, V.S. de España, provincia de Valladolid, partido de Rioseco. A.O., 42 vecinos, 160 habitantes, 1 parroquia, 1 pósito. Situada a orillas del río Sequillo; confna con términos del pueblo de este nombre, del de Villemar, Grajal de Campos y Sahagún. Produce granos, vino, legumbres, pastos y ganados. Dista 12 leguas de la capital. Contribuye 3.135 reales 22 maravedíes». El número de habitantes por vecino era de 3'8.
En 1845, el diccionario geográfico de Pascual Madoz, al hablar de Escobar de Campos, decía: «su clima es benigno y sano». Por aquella misma fecha, la escuela de primeras letras estaba dotada con 1100 reales y a ella asistían 42 niños.
En 1879, el Anuario del Comercio... decía de Escobar: «Instrucción pública (Profesor de).- Sánchez Domínguez (Faustino). Veterinario.- Miguel Bergaño (Guillermo)».  
En 1913, Ignacio Rodríguez fue nombrado maestro de primeras letras de Escobar de Campos.
Hasta la reforma de la nomenclatura municipal de 1916 el municipio se llamaba simplemente Escobar. En dicha fecha su nombre fue modificado por el de Escobar de Campos.
En diciembre de 1961, el desbordamiento del río Sequillo a su paso por Escobar de Campos produjo importantes inundaciones en los terrenos sembrados.

## Demografía

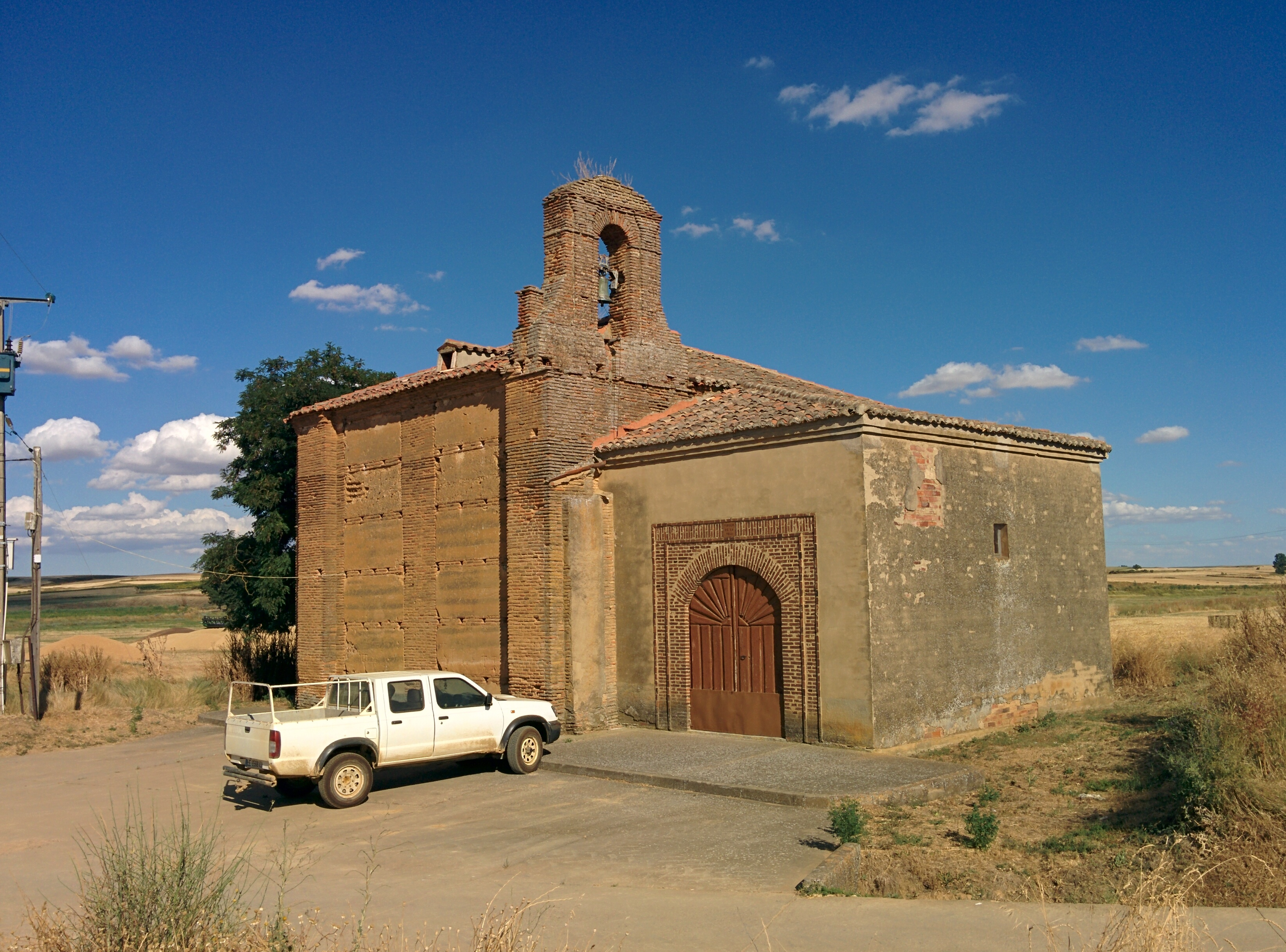
Ermita de Nuestra Señora de la Vega

Cuenta con una población de 31 habitantes (INE 2024).
| Gráfica de evolución demográfica de Escobar de Campos entre 1842 y 2021                                               |
| |
| Población de derecho según los censos de población del INE. Población de hecho según los censos de población del INE. |

## Comunicaciones

### Carreteras
Se comunica con la CL-611 y Sahagún mediante una carretera vecinal (LE-7707). Esta vía se prolonga hasta el límite con la provincia de Palencia, permitiendo acceder a la localidad de Villelga.
Escobar cuenta, por tanto, con dos accesos, desde Grajal de Campos y Villelga.